# 大煙山鐵路
大煙山鐵路（代號：GSMR） 是位於美国北卡羅來納州布賴森市的貨運和觀光鐵路。自 1999 年底起由美國遺產鐵路（ American Heritage Railways, Inc.）營運。大煙山鐵路在北卡羅來納州迪爾斯伯勒和南塔哈拉之間，原屬南方鐵路的墨菲支線上行駛觀光列車，是美國最受歡迎的觀光鐵路之一，每年約有200,000名乘客。

## 歷史
大煙山鐵路 (GSMR) 的路線為北卡羅來納州迪爾斯伯勒（Dillsboro）和南塔哈拉（Nantahala）之間，長53英里（85）的墨菲支線（Murphy Branch），這是原屬於南方鐵路（Southern Railway）的支線。 
於1988 年，北卡羅萊納州運輸部（ NCDOT）與麥爾肯與瓊安·麥克尼爾（ Malcom 和 Joan MacNeill） 簽訂合約，大煙山鐵路開始營運。得到投資者的幫助，麦克尼尔夫妇在诺福克南方铁路開始拆除墨菲支線前48小時以內得到了合約。這條路線穿过北卡罗来纳州西部大烟山的谷地、隧道、河谷，但南塔哈拉峽谷最西端和安德魯斯（Andrews）之間的幾英里路線則停止使用。大煙山鐵路的觀光列車行駛於布萊森市和南塔哈拉之間，長約22英里（35公里），以及布賴森市和迪爾斯伯勒之間，長約16英里（25公里）。
1999 年底，麥克尼爾家族將大煙山鐵路出售给美國遺產鐵路公司公司，該公司也擁有科羅拉多州的杜蘭戈和錫爾弗頓窄軌鐵路(D&SNG)。 鮮豔的藍、黃、紅「馬戲團列車」塗裝，改為托斯卡納紅和金色條紋塗裝。  2000年3月9日，英文名稱由Great Smoky Mountain Railway 更改為Great Smoky Mountains Railroad。  大煙山鐵路後來成為美國最受歡迎的旅遊鐵路之一，每年約有 20 萬名乘客。 除了觀光列車以外，大煙山鐵路也經營貨運，在席尔瓦（Sylva）傑克遜造紙廠附近銜接藍嶺南部鐵路。 
2004 年，大煙山鐵路由華納兄弟公司獲得授權，配合電影推出「北極特快車」，為鐵路和布賴森市帶來重大的經濟效益。 2019 年，大煙山鐵路收入打破紀錄，光是北極特快車就有超過 91,000 人搭乘。
2007 年，由於與迪爾斯伯勒鎮議會之間的爭議未能解決，大煙山鐵路關閉了位於迪爾斯伯勒的車庫，總部遷移到布賴森市。 不過仍繼續行駛起自迪爾斯伯勒，停留於布賴森市之間之間的塔克西吉河（Tuckasegee River）觀光列車。 
大煙山鐵路在2020 年 3 月因為 COVID-19疫情而停駛三個月，並於 2020 年 6 月 5 日恢复營運。

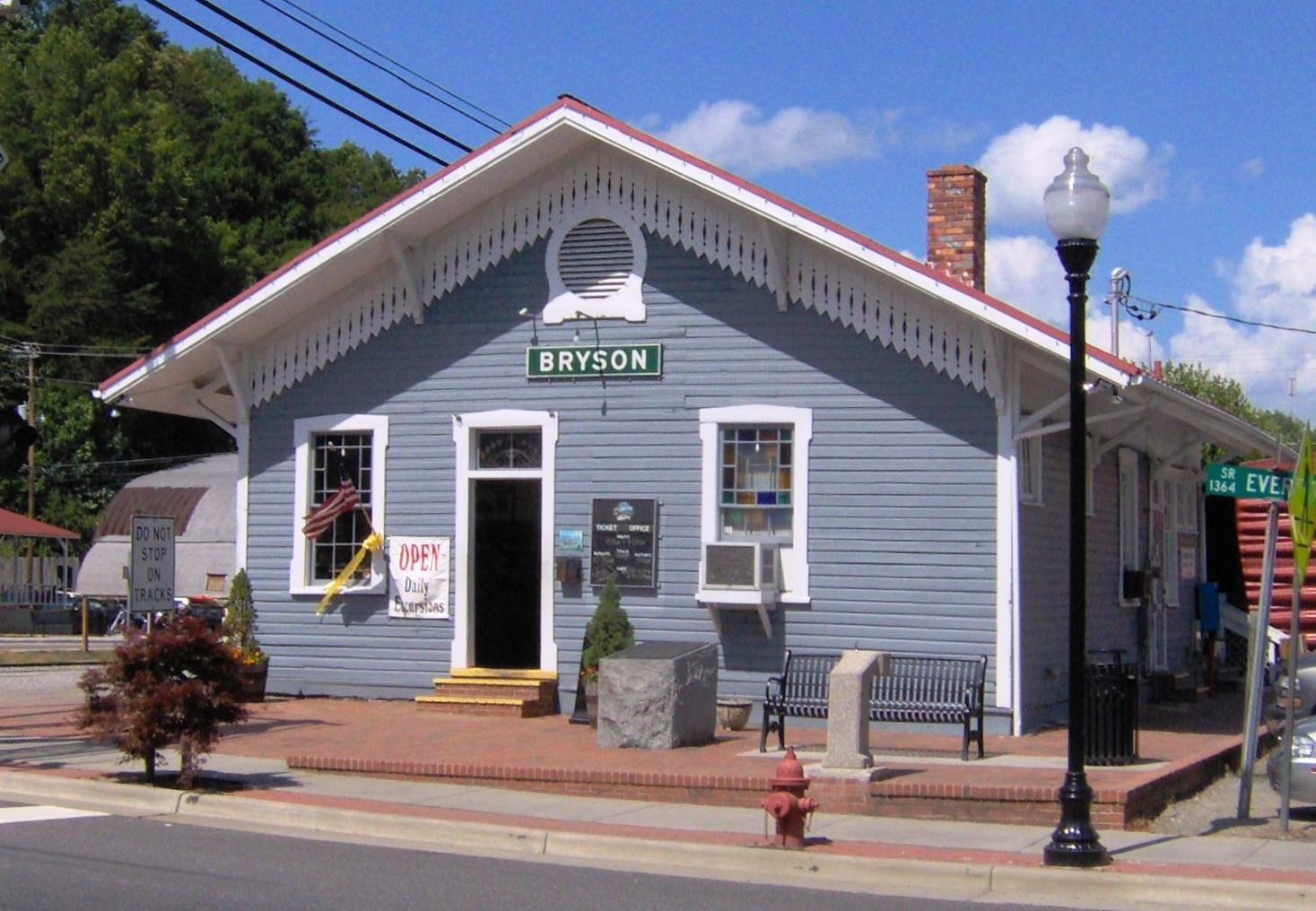
大煙山鐵路在布賴森市的車庫，攝於2008年

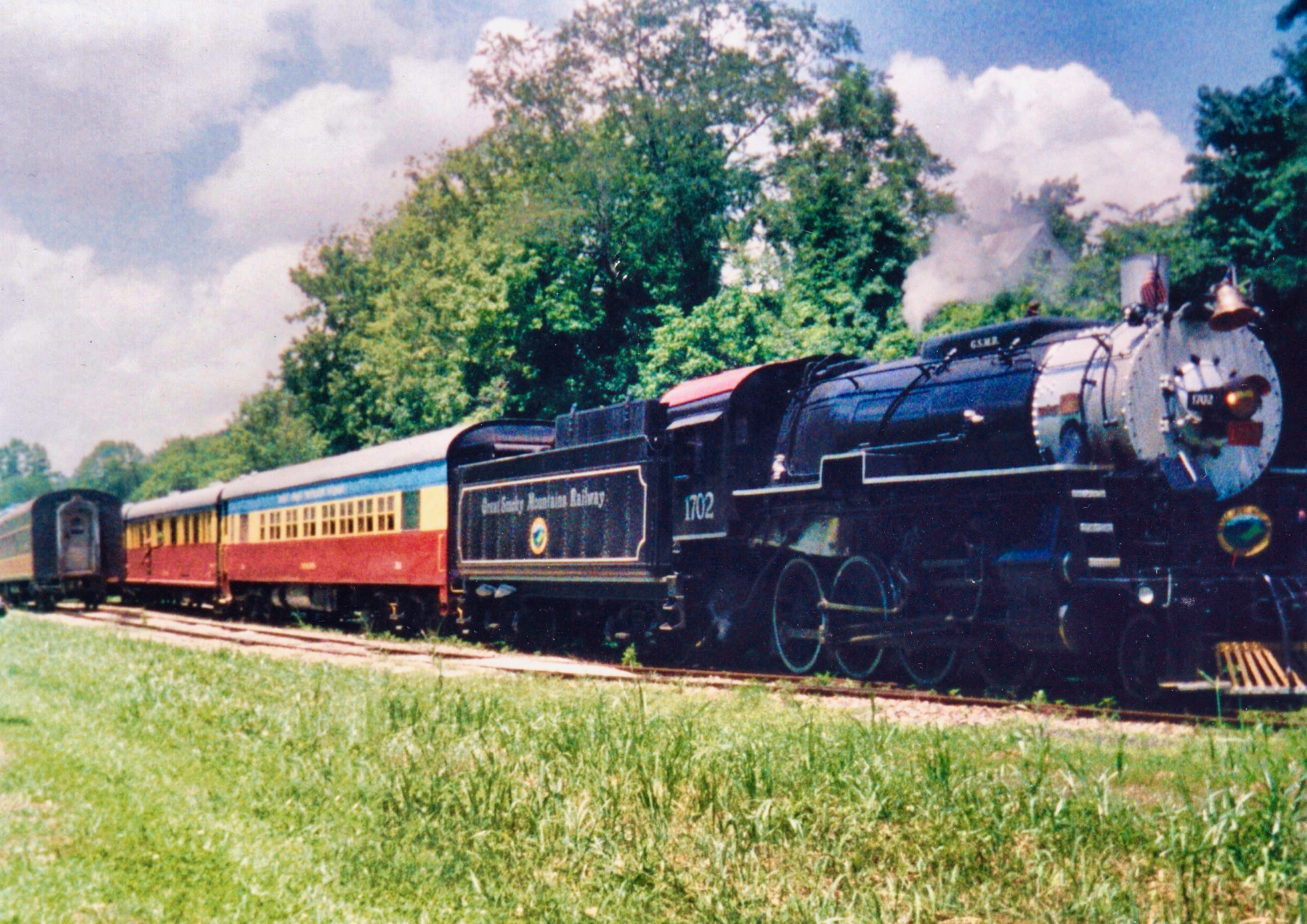
由1702號蒸氣列車牽引「馬戲團列車」塗裝的大煙山鐵路列車，攝於1990年代。

## 車隊

### 機車
有四輛可行駛的EMD製内燃机车，分別為 GP7 型的 711號機車、 GP9型的 1751 和 1755號車，以及GP30 型的 2467號車。該鐵路的另一輛 GP7 號 777 已於 2020 年退役作為零件車。
本路有一輛可運轉蒸汽機車； S160 2-8-0 Consolidation 型1702號，由鮑德溫機車廠於1942年9月在二戰期間為美國陸軍建造，並於1991 年購入，於2005 年由於火箱問題而停止使用。  2012年，大煙山鐵路與北卡羅來納州斯溫縣達成協議，得到70萬美元的贈款，新建蒸汽機車車庫以修復1702號機車，並在布賴森市安裝新的轉車盤以供機車轉向。 1702號車於2014年開始修復，並於2016年7月下旬完成，重新用於行駛觀光列車。 
鐵路擁有另一台2-8-0 蒸汽機車，南方鐵路Ks-1 型722 號車，原於1904 年至1952 年行駛於墨菲支線，並於1970 年至1980 年用於南方鐵路的蒸汽觀光列車，大煙山鐵路在2000 年底購入，目前正在等待修復。
本路2010 年從停業的貝爾法斯特和穆斯黑德湖鐵路公司購買了第三台蒸汽機車，這是原屬瑞典國家鐵路公司4 -6-0 型1149號機車 。原訂於2011 年春季移至大煙山鐵路，但後來又拖了兩年，最後大煙山鐵路認為搬運該機車的成本過高，將其賣給了位於田納西州聯合市（Union City）的美國探索公園（Discovery Park of America） 。
| 1702 |   | 蒸氣   | 2-8-0 | S160    | 鮑德溫機車廠  | 1942  | 64641 | 美國陸軍、沃倫和沙林河鐵路（Warren & Saline River Railroad）、立德鐵路（Reader Railroad）、弗里蒙特與埃爾克霍恩谷鐵路（Fremont and Elkhorn Valley Railroad） | 可動 | 是    | 大煙山鐵路的招牌蒸汽機車                                                                               |      |    |                |
| 722  |   | 蒸氣   | 2-8-0 | Ks-1    | 鮑德溫機車廠  | 1904  | 24729 | 南方鐵路 | 封存 | 否    | 1970至1980年代曾用於南方鐵路的蒸氣觀光列車。                                                           |      |    |                |
| 711  | – | 柴油   | (B-B) | GP7     | 易安迪（EMD） | 1954  | 19104 | 芝加哥和西北鐵路運輸、聯合太平洋鐵路 | 可動 | 是    | |      |    |                |
| 777  |   | 柴油   | (B-B) | GP7     | 易安迪（EMD） | 1954  | 19874 | 芝加哥和西北鐵路運輸、聯合太平洋鐵路 | 封存 | 否    | 2020年退役，目前無計畫修復使用                                                                         |      |    |                |
| 1009 | – | 柴油   | (B-B) | GP38-3M | 易安迪（EMD） | 1964  | 29006 | 賓夕法尼亞鐵路 | 可動 | 是    | 2020年購自華盛頓州斯坡坎Washington， 裝上了電阻制軔裝置， 採用紅、白、藍三色塗裝。                     |      |    |                |
| 1751 |   | Diesel | (B-B) | GP9     | 柴油          | (B-B) | GP9   | 易安迪（EMD） | 1955 | 19968 | 南太平洋運輸、亞利桑納東方鐵路（Arizona Eastern Railway）、聖華金谷鐵路（San Joaquin Valley Railroad） | 可動 | 是 | 有電阻制軔裝置 |
| 1755 | – | 柴油   | (B-B) | GP9     | 易安迪（EMD） | 1956  | 21359 | 南太平洋運輸、亞利桑那東方鐵路（Arizona Eastern Railway）、聖華金谷鐵路（San Joaquin Valley Railroad）                                                       | 可動 | 是    | 有電阻制軔裝置                                                                                         |      |    |                |
| 2467 | – | 柴油   | (B-B) | GP30-3  | 易安迪（EMD） | 1963  | 28092 | 艾奇遜、托皮卡和聖塔菲鐵路、BNSF鐵路 | 可動 | 是    | 2023年升級到 Dash-3 ，有電阻制軔裝置                                                                   |      |    |                |
| 2668 |   | 柴油   | (B-B) | GP38-3  | 易安迪（EMD） | 1971  | 37275 | 路易斯維爾和納什維爾鐵路、 GATX | 可動 | 是    | 2021年6月28日轉至本路                                                                                  |      |    |                |

## 鄰近的城镇和景点
- 迪尔斯伯勒
- 惠蒂尔
- 布赖森城
- 丰塔纳湖
- 南塔哈拉户外中心

## 大烟山鐵路博物馆
大烟山鐵路博物馆位於北卡罗来纳州布赖森市，大煙山鐵路车站旁，  收藏了 7,000 多台Lionel模型火車和配件、大型鐵路鐵道模型，並設有儿童活动中心和礼品店。  

## 流行文化
1993 年华纳兄弟推出，由哈里森·福特和汤米·李·琼斯主演的「亡命天涯」一片中著名的火车失事场景，是在迪爾斯伯樂的大烟山铁路拍摄的。 
1996 年华纳兄弟推出喜劇「My Fellow Americans」中，有一列載滿了北卡羅來納大學教堂山分校之球迷的火車之場景，使用了大煙山鐵路拍攝。
1999 年由本·阿弗莱克 (Ben Affleck)和桑德拉·布洛克 (Sandra Bullock)主演的梦工厂电影「觸電之旅」中的火车场景也在大烟山铁路上拍摄。
GSMR 的 1702 号2-8-0蒸汽机车出现在 1966 年的电影《 This Property Is Condemned 》中，由娜塔莉·伍德、罗伯特·雷德福和查尔斯·布朗森主演。 